# El Caño (Montemayor de Pililla)
El Caño fue hasta el siglo XVII una localidad española de la provincia de Segovia, que tras la división territorial de España en 1833 pasó a pertenecer a la provincia de Valladolid, comunidad autónoma de Castilla y León. Pertenecía a la Comunidad de Villa y Tierra de Cuéllar, dentro del Sexmo de Montemayor. Su término municipal se halla integrado en el municipio de Montemayor de Pililla.
Formó parte del grupo de poblaciones que Juan II de Castilla apartó de la comunidad de villa y tierra, junto con La Pililla, Montemayor, Santiago del Arroyo, San Miguel del Arroyo, Casarejos, Cogeces del Monte, Aldealbar, Santibáñez de Valcorba, Mata de Cuéllar y Perosillo, convirtiéndolos en un señorío privado para entregárselo al doctor Diego Rodríguez de Valladolid, pasando más tarde a Rodrigo Díaz de Mendoza. La comunidad de villa y tierra volvió a adquirir los lugares en 1439 a Juan II de Aragón por 400.000 maravedíes, pero éste se los entregó en donación en el año 1441 al mariscal Íñigo Ortiz de Zúñiga, aunque finalmente el concejo consiguió recuperar los lugares y derogar la última donación.
En 1567 uno de sus pinares fue quemado de manera intencionada por un vecino del lugar. Parece que aún estaba poblado en 1627, cuando una persona litigó con el concejo de Cuéllar sobre su avencidamiento en el lugar, y ya se encontraba despoblado en 1685, cuando el Consejo de Castilla prohibió a Montemayor de Pililla en la rotura del término. Su iglesia parroquial estaba dedicada a San Esteban.